# Frosō Vlachou
Eufrosynī Vlachou, detta Frosō (in greco Ευφροσύνη "Φρόσω" Βλάχου?; Salonicco, 19 marzo 1982), è un'ex cestista greca.

## Carriera
Con la Grecia ha disputato i Campionati europei del 2009.